# Jean-Claude de Goros
Jean-Claude de Goros, né en 1939 à Oran, est un acteur français.

## Filmographie partielle

### Cinéma
- 1976 : Le Juge et l'Assassin de Bertrand Tavernier : Dr. Dufour
- 1977 : La Question de Laurent Heynemann : Brull
- 1977 : Diabolo menthe de Diane Kurys : M. Jacquet
- 1979 : Le Coup de sirocco d'Alexandre Arcady : Tonton Sauveur
- 1980 : C'est encore loin l'Amérique ? de Roger Coggio : Benjamin Chouchena
- 1982 : Pour cent briques, t'as plus rien... d'Edouard Molinaro : le banquier de la banque où Sam est client
- 1982 : Le Grand Pardon d'Alexandre Arcady : Samy, le garde du corps
- 1983 : Coup de foudre de Diane Kurys : Le patron du cabaret
- 1983 : Le Grand Carnaval d'Alexandre Arcady : Bonnel
- 1984 : Train d'enfer de Roger Hanin : Agent grade
- 1985 : Hold-up d'Alexandre Arcady : Inspecteur Fox
- 1987 : La Rumba de Roger Hanin : Luigi Toselli, le frère
- 1987 : Le Solitaire de Jacques Deray : Boulin
- 1987 : Un homme amoureux  (A Man in Love) de Diane Kurys : Sandro
- 1987 : Dernier Été à Tanger d'Alexandre Arcady : Sébastien Starzu, le gérant du cabaret
- 1989 : L'Union sacrée d'Alexandre Arcady : Colas
- 1990 : Outremer de Brigitte Roüan : Roger Lopez, le régisseur
- 1990 : La Baule-les-Pins de Diane Kurys : L'animateur
- 1991 : Pour Sacha d'Alexandre Arcady : Dam Chemtov
- 1992 : Le Grand Pardon 2 d'Alexandre Arcady : Sammy
- 1994 : À la folie de Diane Kurys
- 1995 : Dis-moi oui de Alexandre Arcady : Docteur Benoit
- 1997 : K d'Alexandre Arcady : Duparc
- 1999 : Les Enfants du siècle de Diane Kurys : Capo de Feuillide
- 2000 : Là-bas... mon pays d'Alexandre Arcady : Henri Nivel
- 2003 : Haute Tension d'Alexandre Aja : Capitaine Gendarmerie
- 2003 : Je reste ! de Diane Kurys : Le père de Marie-Do
- 2004 : Mariage mixte d'Alexandre Arcady : Philippe Berthelin
- 2005 : L'Anniversaire de Diane Kurys : Max
- 2008 : Tu peux garder un secret ? d'Alexandre Arcady : L'avocat de Pierre
- 2008 : Sagan de Diane Kurys : Le propriétaire de la villa
- 2010 : Comme les cinq doigts de la main de Alexandre Arcady : Berthier
- 2012 : Ce que le jour doit à la nuit de Alexandre Arcady : Le maire de Rio Salado '
- 2023 : Le Petit Blond de la Casbah d'Alexandre Arcady : M. Ferro

### Télévision
- 1969 : D'Artagnan de Claude Barma   - épisode « Milady » (série télévisée)
- 1974 : Le Pain noir de Serge Moati  (mini série télévisée) :
- 1976 : Adios, mini-série réalisée par André Michel
- 1978 : Madame le juge de Claude Chabrol, épisode "2 + 2 = 4"
- 1981 : Au bon beurre - épisode 1.2 Édouard Molinaro (série TV) : Inspecteur Hôtel Vichy
- 1981 : Messieurs les jurés, L'Affaire Bernay de Jacques Krier
- 1984 : Des grives aux loups, de Philippe Monnier : Maurice
- 1992 : Navarro, épisode le clan des clandestins de Patrick Jamain : Jacky Charbit
- 1998 : Un flic presque parfait, téléfilm de Marc Angelo : M. Ferron
- Navarro
- 2000 : Julie Lescaut, épisode 1 saison 9, L'école du crime d'Alain Wermus : Mazzolini
- 2000 : Navarro, épisode délocalisation de Patrick Jamain : Jacques Morel
- 2001 : Une femme d'honneur, épisode droit de garde de Marion Sarraut : Rémy Sagan
- 2003 : Navarro, épisode les bourreaux de l'ombre de Patrick Jamain : Olivier Bonneval
- 2003 : Navarro, épisode sortie autorisée de Patrick Jamain : un médecin de l'hôpital
- 2004 : Navarro, épisode escort blues de Jean Sagols : Maître Bernier
- 2004 : Navarro, épisode au cœur du volcan de Philippe Davin : Valmer
- 2008 : Plus belle la vie (série TV) : Bernard
- 2013 - 2016 : Famille d'accueil - épisodes 7 à 10 saison 11 : Georges (père de Marion)
- 2013 : Y'a pas d'âge : il apparait dans ce programme-court avec Jérome Commandeur diffusé sur France 2.
- 2018 : Tu vivras ma fille de Gabriel Aghion : père de Nathalie

## Théâtre
- 1969 : La Locandiéra de Goldoni, Théâtre de Montreux, mise en scène de Charles Tordjman né en 1939 : Le marquis
- 1980 : Une drôle de vie de Brian Clark, mise en scène Michel Fagadau, Théâtre des Célestins
- 1984 : Rendez-vous dans le square de Michel Bedetti, mise en scène Pierre Vielhescaze, musique originale Karim Kacel, Théâtre des Hauts-de-Seine
- 2007 : Sallam Chalom de Serge Misraï, mise en scène Jean-Claude de Goros, en tournée
- 2015 : Les Diablogues de Roland Dubillard, mise en scène de Jean-Claude Robbe

## Doublage

### Cinéma

#### Films
- Kelsey Grammer dans :
  - X-Men : L'Affrontement final (2006) : Dr Henry « Hank » McCoy / le Fauve
  - X-Men: Days of Future Past (2014) : Dr Henry « Hank » McCoy / le Fauve

- 1994 : Star Trek : Générations : Le capitaine Jean-Luc Picard (Patrick Stewart)
- 1996 : Mes doubles, ma femme et moi : Walt (Brian Doyle-Murray)
- 1996 : Bound : Micky Malnato (John P. Ryan)
- 2003 : Le Maître du jeu : Doyle (Nick Searcy)
- 2004 : The Girl Next Door : Hugo Posh (James Remar)
- 2005 : Amityville : Le père Callaway (Philip Baker Hall)
- 2006 : Le Dernier Roi d'Écosse : Dr. Garrigan (David Ashton)
- 2010 : Tucker et Dale fightent le mal : Le shérif (Philip Granger)

#### Film d'animation
- 1989 : Astérix et le Coup du menhir : Cétautomatix

### Télévision

#### Séries télévisées
- G. W. Bailey dans : 
  - The Closer : L.A. enquêtes prioritaires (2005-2012) : le lieutenant Louie Provenza (109 épisodes)
  - Major Crimes (2012-2018) : le lieutenant Louie Provenza (105 épisodes)

- 1999-2001 : Les Condamnées : Simon Stubberfield (Roland Oliver) (13 épisodes)
- 2004 : New York 911 : Anthony Boscorelli (Vincent Curatola) (saison 5)
- 2006 : Desperate Housewives : Mr Katzburg, avocat de Gabrielle Solis (Michael Durrell) (saison 3)
- 2007 : Boston Justice : Dr Jason Marcini (Gregg Daniel) (saison 4, épisode 6)

### Série d'animation
- 1999 : Harlock Saga (OVA) : Wotan